# アダド・ニラリ3世
アダド・ニラリ3世（Adad-nirari III、在位：前811年-前783年）は古代メソポタミア地方の新アッシリア帝国の王である。その治世前半においては、母親のサンムラマート（セミラミスのモデルとなった人物）の影響が大きかった。彼の治世中、王権の弱体化が進行し、将軍や地方の総督などが勢力を増したが、それにもかかわらず、各方面への遠征を行った。また、ニネヴェにナブー神殿を建設した。
アダド・ナラリ（Adad-narari）と呼ばれることもある。

## 家族
アダド・ニラリ3世はシャムシ・アダド5世の息子であり後継者であった。即位後最初の5年間の間、母親のサンムラマートが極めて大きな影響力を持っていたことから、アダド・ニラリ3世は即位の時にはかなり若かったと思われる。サンムラマートが振るった影響力はセミラミスの伝説を生み出した。
サンムラマートは摂政として行動したという見解は広く退けられているが、この時代の彼女の影響力は巨大なものであった。
アダド・ニラリ3世はアッシュル・ニラリ5世、シャルマネセル4世、そしてアッシュル・ダン3世の父親である。ティグラト・ピレセル3世は自らをアダド・ニラリ3世の息子であると王碑文において描写しているが、これが真実であるかどうかは不明瞭である。

## 来歴

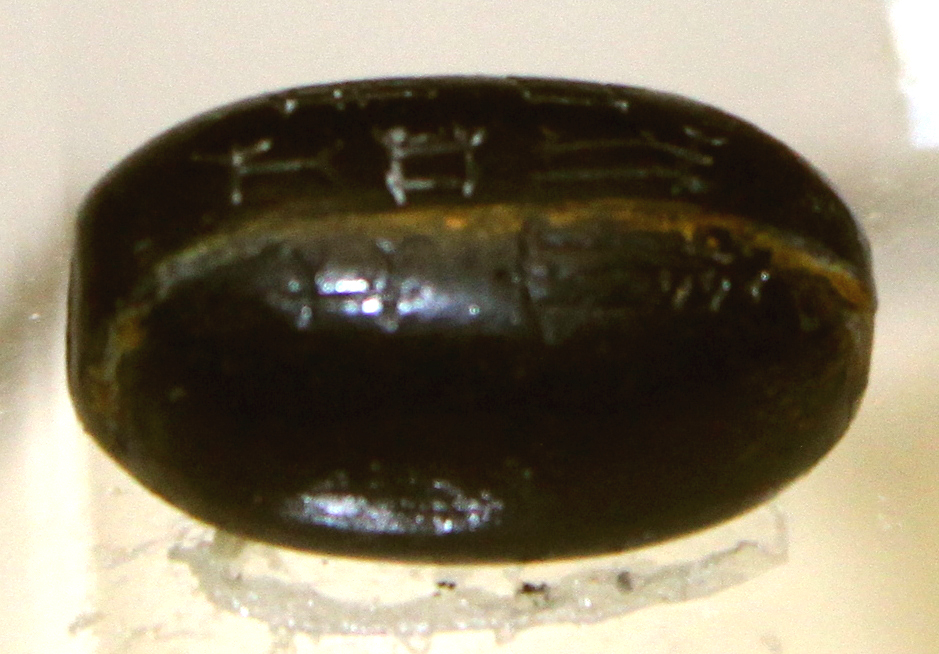
ホジャリで発見された、アダド・ニラリ3世の名前があるアゲイトのビーズ。アゼルバイジャン国立博物館（マンナエ時代）収蔵

アダド・ニラリ3世の若さと、彼の父親がその治世初期に直面していた権力闘争はアッシリアのメソポタミアに対する支配に深刻な弱体化をもたらしており、多数の将軍、総督、地方統治者の野心を刺激した。

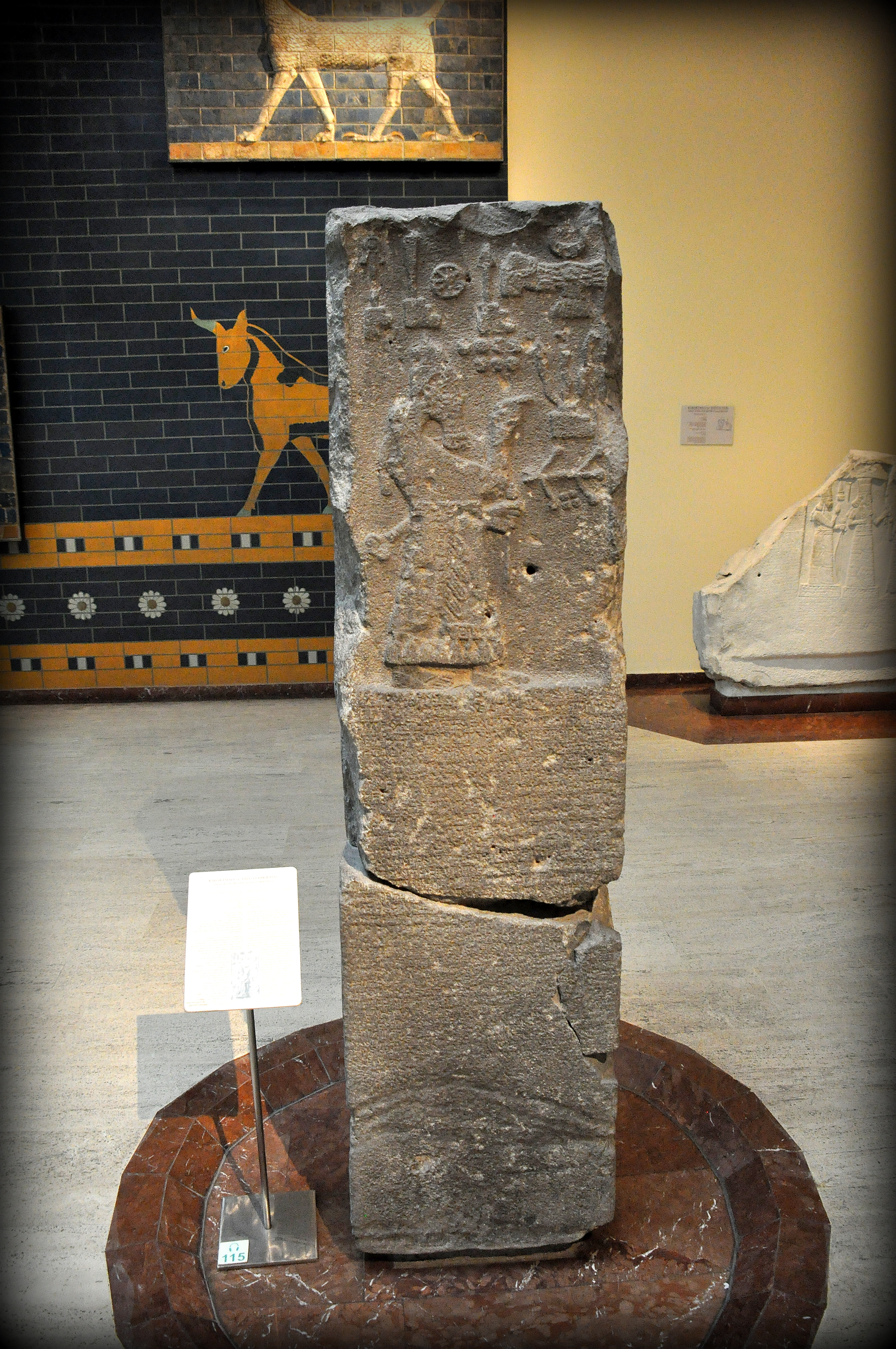
サバ（Saba）で発見されたアッシリア王アダド・ニラリ3世の玄武岩性の石碑。トルコ、イスタンブル考古学博物館/古代オリエント美術館収蔵。

アダド・ニラリ3世の碑文によれば、彼は祖父のシャルマネセル3世の時代にアッシリアが享受していた力を取り戻すために複数の遠征を指揮した。
また、リンム年代記によれば、彼はその18年間の統治が終わる（前783年）まで、あらゆる方角に向けて遠征を行い、またニネヴェにナブー神殿を建設した。彼は前796年にベン・ハダド3世治世下のダマスカスを包囲した。これはダマスカスのアラム人王国の衰退とヨアシュおよびヤロブアム2世治下のイスラエル王国の復活をもたらした（彼らはこの時アッシリア王に貢納を行った）。
アダド・ニラリ3世の精力的な行動にもかかわらず、彼の死後、アッシリアは数十年にわたる長い弱体化の時代に入った。

## 聖書との関連
ヨナ書にて書かれている王とはアダト・ニラリ3世のことだといわれる。
ヨナの時代、イスラエルの王はヤロブアム2世だった。同時代のアッシリア王はアダト・ニラリ3世か該当する。